# Château de Potelle
Le château de Potelle ou château de Potelles est un château-fort féodal situé dans la commune de Potelle dans le département du Nord.
Le château (et sa chapelle située à l'extérieur des douves) fait l’objet d’une inscription au titre des monuments historiques depuis le 19 janvier 1944.

## Histoire
Ancienne place forte du Hainaut, le château de Potelles fut bâti vers 1290 par Willes (Gilles) de Mortagne, seigneur de Potelles (dont la chapelle conserve un fragment de pierre tombale). Il était au nombre des chevaliers qui allèrent en 1326, en Angleterre soutenir la cause d'Isabelle de France et de son fils, le futur Édouard III d'Angleterre, gendre du comte Guillaume Ier de Hainaut.
Gilles II de Mortagne, « dit de Potelles », accusé d'avoir conspiré contre la vie de du duc de Bourgogne, Philippe le Bon, fut écartelé à Mons en 1433. Ses biens furent confisqués. Les terres de Potelle et de Solre-sur-Sambre furent données, en échange de ses nombreux services à Antoine de Croÿ en 1433. Dès 1436, Potelle est racheté par Jeanne de Hennin, sœur du supplicié et Solre-sur-Sambre par le frère.
En 1491, Antoine de Mortagne vendit Potelles à Jean Carondelet, Grand Chancelier de Flandres et de Bourgogne qui le restaura. Le même Jean Carondelet avait déjà racheté à Antoine de Mortagne le château de Solre-sur-Sambre vers 1480, les deux châteaux étant distants de 49 kilomètres l'un de l'autre. L'escalier en pierre bleue du XVe siècle est timbré à ses armes. Son petit-fils Ferry Carondelet avec son épouse Catherine d'Esnes, transforment et embellissent le château : notamment la façade arrière sur la cour qui est ajourée d'une élégante galerie à arcades. Une des colonnes porte la date de 1541 à côté de leurs armoiries. Ferry Carondelet (1473-1528) fut le brillant conseiller de Marguerite d'Autriche (1480-1530) et a eu l'honneur d'avoir un magnifique tombeau dans la cathédrale Saint-Jean de Besançon.
Potelle fut plusieurs fois dévasté et incendié par les guerres :
1477 : par les troupes de Louis XI ; lors de la guerre de succession de Bourgogne
1654 : par l'armée de Turenne ;
1712 : par les Impériaux ;
1793 : par les Autrichiens.
Et toujours, cependant, il fut rétabli sur ses anciennes murailles (Chanoine de Carondelet)
En 1817, le Chanoine de Carondelet fit restaurer le château puis en fit don à sa nièce Eugénie Adélaïde de Carondelet, épouse de Jean-Philippe Fremin du Sartel, garde du corps de Louis XVIII et ancêtre de l'actuel propriétaire.

## Château

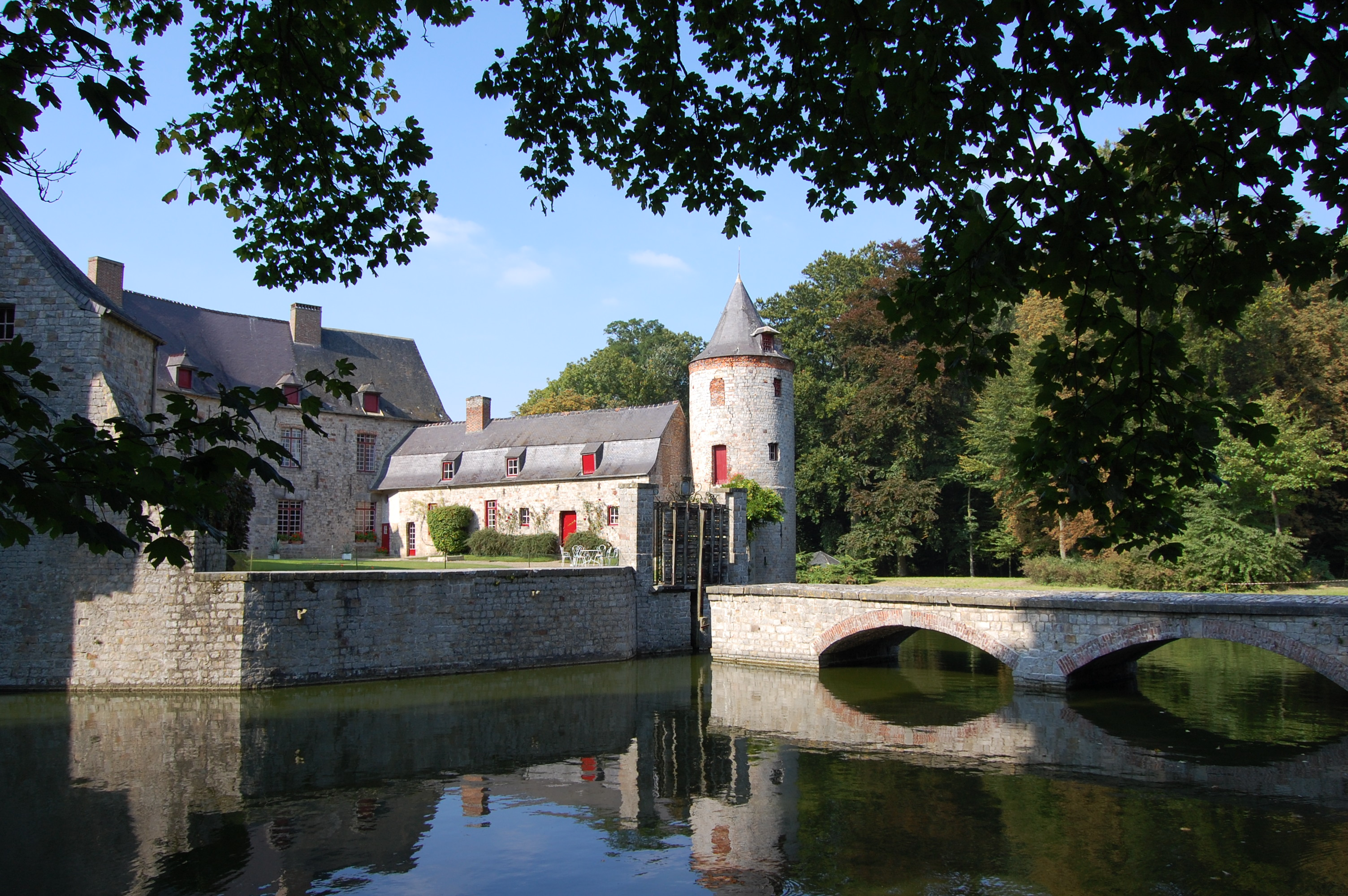
Château de Potelle.

L'édifice doit à la robustesse de sa maçonnerie de grès taillé d'avoir préservé l'essentiel de son caractère médiéval. Protégée par de très larges douves alimentées par des sources et traversée par la Rhonelle, son enceinte polygonale irrégulière renforcée de tours cylindriques a conservé ses gros murs extérieurs, où l'on remarque, à côté de nombreuses meurtrières bouchées, plusieurs fenêtres à meneaux de pierre.
À l'origine précédée d'un pont-levis et défendue par une herse et un assommoir, l'entrée est prise entre deux tours rondes percées de longues archères élargies postérieurement pour permettre le passage des armes à feu.
Les anciennes dépendances qui occupent le fond de la cour ont été privées de leur étage après l'incendie de 1640. La tour ronde qui leur fait suite renferme une prison, authentique cul de basse fosse accessible par un œil percé au centre de la voûte, et muni de latrines donnant dans les douves, au-dessous du niveau de l'eau.
La petite tour en encorbellement à l'extrémité du corps de logis, d'abord cylindrique, puis quadrangulaire, se prolongeait en haute guette détruite en 1793.
La destruction de la tour et de la galerie qui faisaient face au corps de logis a permis au début du XVIIIe siècle d'ouvrir largement la cour sur le parc.

## Châtelet d'entrée
Le châtelet d'entrée date des XIIIe et XIVe siècles.

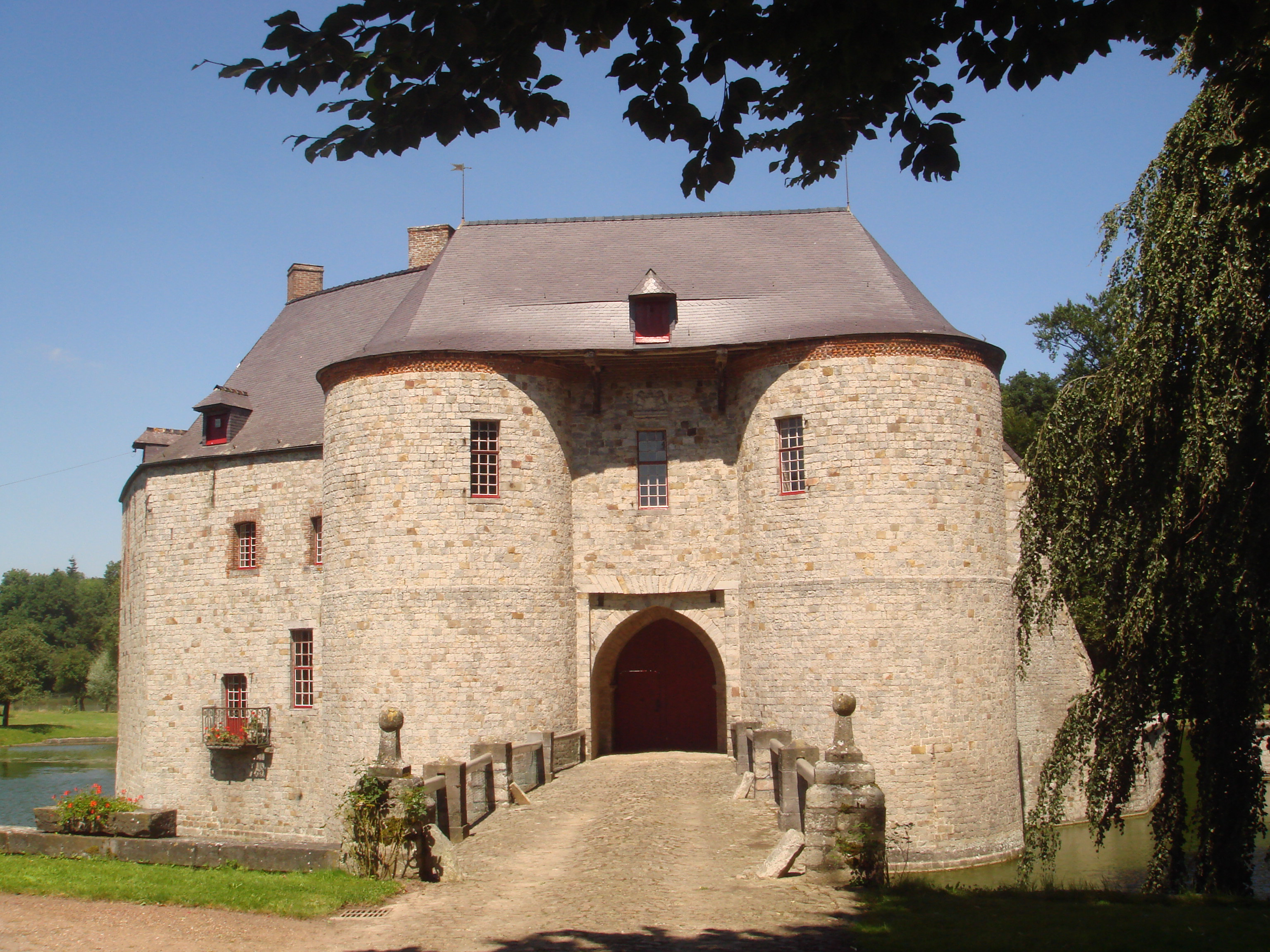
Le châtelet d'entrée.

En fait il existait probablement un castrum dès 1203. Deux tours en demi-cercle outrepassé encadrent la porte d'entrée. Chacune comporte un étage bas et voûté, dont le mur est percé de trois embrasures à deux ouïes pour armes à feu. Le dispositif de défense de la porte est encore visible : l'encoche pour le pont-levis, l'assommoir ouvert dans la voûte, les rainures de la herse ou de la porte coulisse. La porte donne accès à la cour autour de laquelle se répartissent les différents bâtiments. Bien que le châtelet d'entrée ait perdu ses parties hautes crénelées, remplacées par une frise de brique et une toiture en ardoise et que des fenêtres percent le haut de la muraille, le château garde néanmoins son aspect de forteresse médiévale.

## Chapiteau sculpté du portique
Adossé au châtelet d'entrée, une loge repose sur un élégant portique à trois arcades ouvert sur la cour intérieure. Les armes de Ferry de Carondelet (1515-1562) et de Catherine d'Esnes, son épouse, couronnées de cimiers sont sculptés sur deux chapiteaux. La date de 1541 qui les accompagne est probablement celle de la construction et suit de près le mariage des deux propriétaires en 1538.

## Chapelle

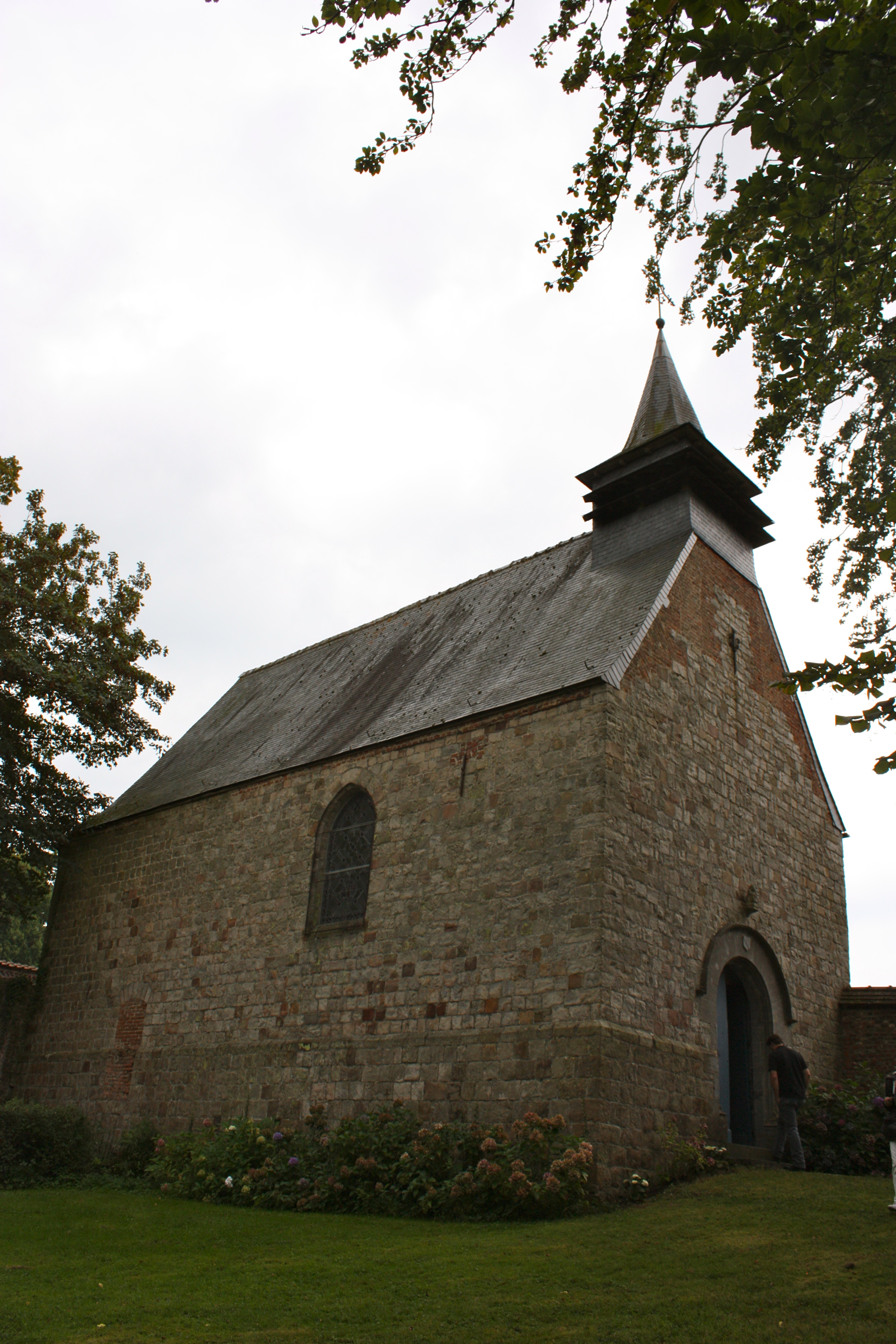
Chapelle du château.

À l'origine, la chapelle du château de Potelles se trouvait à l'extérieur de l'enceinte du château, de l'autre côté de la route. Mais située sur la route des invasions elle était constamment pillée et détruite. En 1519, pour plus de sûreté, elle fut déplacée par Charles de Carondelet (fils de Jean de Carondelet, Grand chancelier de Flandres et de Bourgogne qui avait racheté Potelles en 1491 à Antoine de Mortagne) à l'intérieur de l'enceinte et fut consacrée à Saint Nicolas, par son frère Jean de Carondelet, archevêque de Palerme, dont on trouve le portrait au Louvre peint par Mabuse. Une statuette du saint patron se trouve au-dessus de l'entrée. La chapelle abrite une rare poutre de gloire surmontée des personnages de la passion en bois polychrome, datant du XVIIe siècle qui est classée parmi les monuments historiques depuis le 12 juillet 1971. On trouve un fragment de la pierre tombale de Willes de Mortagne portant l'inscription :
Willes fit cette mason,
Chevalier fu de grand renom,
En 1333,
Passa de la mort les destroys,
Des loyaux fu bons amis,
Et fu son ame en paradis.

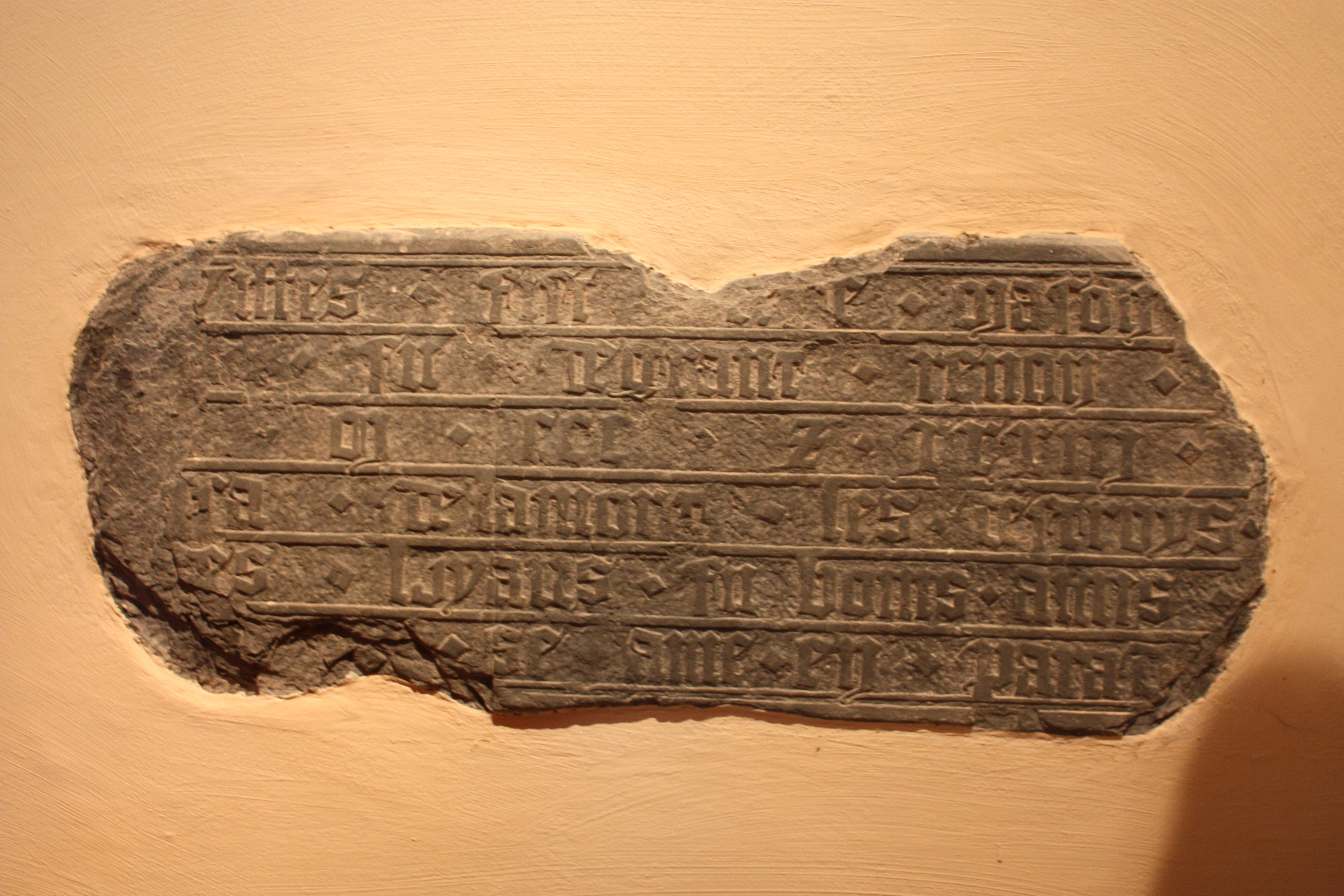
Fragment de la pierre tombale avec les inscriptions.